# Clibanarius ransoni
Clibanarius ransoni is een tienpotigensoort uit de familie van de Diogenidae. De wetenschappelijke naam van de soort is voor het eerst geldig gepubliceerd in 1953 door Forest.